# Oligoryzomys stramineus
Oligoryzomys stramineus és una espècie de mamífer rosegador de la família dels cricètids. És endèmic del Brasil (Goiás, Minas Gerais, Paraíba i Pernambuco). Es tracta d'un animal comú. Els seus hàbitats naturals són el cerrado i els boscos de galeria. És una espècie en risc mínim, és a dir, no sembla que hi hagi cap amenaça significativa per a la seva supervivència. El seu nom específic, stramineus, significa ‘de color pallós’ en llatí.